# 10月10日 (旧暦)
旧暦10月10日（きゅうれきじゅうがつとおか）は、旧暦10月の10日目である。六曜は先勝である。

## できごと
- 永禄10年（ユリウス暦1567年11月10日） - 東大寺大仏殿の戦いにおいて、松永久秀の奇襲により東大寺大仏殿が焼け落ちる。
- 天正5年（ユリウス暦1577年11月19日） - 信貴山城の戦いにおいて、松永久秀が、名器・古天明平蜘蛛を打ち壊して自害する。
- 寛永6年（グレゴリオ暦1629年11月24日） - 徳川家光の乳母・ふくが参内し、春日局の称号を受ける。

## 誕生日
- 元豊5年（ユリウス暦1082年11月2日） - 徽宗、北宋の8代皇帝（+ 1135年）
- 建保6年（ユリウス暦1218年10月30日） - 仲恭天皇、85代天皇（+ 1234年）
- 天保元年（グレゴリオ暦1830年11月24日） - 清河八郎、壬生浪士隊（新選組の前身）結成（+ 1863年）
- 道光15年（グレゴリオ暦1835年11月29日） - 慈禧太后（西太后）、清朝末期の独裁者・咸豊帝の側室（+ 1908年）
- 天保13年（グレゴリオ暦1842年11月12日） - 大山厳、陸軍元帥（+ 1916年）

## 忌日
- 白雉5年（ユリウス暦654年11月24日） - 孝徳天皇、36代天皇
- 天正5年（グレゴリオ暦1577年11月19日） - 松永久秀、武士（* 1510年）
- 宝永4年（グレゴリオ暦1707年11月3日） - 宇都宮遯庵、儒学者（* 1633年）
- 享保4年（グレゴリオ暦1719年11月21日） - 山本常朝、武士（* 1659年）
- 延享4年（グレゴリオ暦1747年11月12日） - 島津吉貴、第4代薩摩藩主（* 1675年）

## 記念日・年中行事
十日夜（とおかんや）